# Topusko
Topusko je općina u Hrvatskoj, u Sisačko-moslavačkoj županiji.

## Zemljopis
Topusko se nalazi na samoj granici između Korduna i Banovine, u slikovitom predjelu srednjeg toka rijeke Gline, brežuljkastom kraju između Petrove gore na zapadu i nešto udaljenije Zrinske gore na jugoistoku. Cestovnim prometnicama naselje je povezano s većim obližnjim mjestima: Glina (13 km), Petrinja (35 km), Sisak (47 km), Karlovac (55 km), Zagreb (preko Lasinje i Pisarovine 65 km). Od Topuskog nisu daleko ni Plitvička jezera (80 km).
U okolici Topuskog nalaze se i poznati izvori hladne pitke vode: vrelo Mollinari, Benkovo i Jelačićevo vrelo. Posebno značajni, i po čemu je Topusko poznato, su termalni izvori. Postoje tri glavna izvora i nekoliko manjih, a izbijaju na površinu iz dubine od otprilike 1500 metara i vulkanskog su podrijetla. Medicinska primjena tople vode posljedica je tisućljetnog iskustva, ali je njeno djelovanje objašnjeno tek u novije vrijeme. Ona podražajno djeluje na reorganizaciju organizma i u tijelu mobilizira niz obrambenih čimbenika, a sastojci mineralne vode djeluju i farmakološki. Prema kakvoći izvori termalnih voda u Topuskom nalaze se pri vrhu ljestvice u Europi.

## Stanovništvo
Općina Topusko je po Popisu stanovništva iz 2001. godine brojila 3219 stanovnika, što je otprilike polovica prijeratnog broja. Prema etničkoj strukturi, većinsko stanovništvo su Hrvati (63,5 %), a značajan udio čini srpska manjina (29,6 %).
Samo naselje Topusko ima 798 stanovnika. U stvarnosti je taj broj nešto veći, jer je dosta mještana službeno prijavljeno kao stanovnici okolnih sela, u kojima još nije dovršena obnova.
| broj stanovnika | 9148  | 9945  | 9793  | 10688 | 11493 | 12090 | 12067 | 13070 | 10123 | 10435 | 9746  | 8513  | 7320  | 6824  | 3219  | 2985  | 2222  |
|                 | 1857. | 1869. | 1880. | 1890. | 1900. | 1910. | 1921. | 1931. | 1948. | 1953. | 1961. | 1971. | 1981. | 1991. | 2001. | 2011. | 2021. |

| broj stanovnika | 84    |       |       | 133   | 153   | 280   | 449   | 408   | 580   | 662   | 793   | 1057  | 1432  | 1587  | 798   | 945   | 878   |
|                 | 1857. | 1869. | 1880. | 1890. | 1900. | 1910. | 1921. | 1931. | 1948. | 1953. | 1961. | 1971. | 1981. | 1991. | 2001. | 2011. | 2021. |

## Općinska naselja
Općini uz središnje naselje pripada i 15 okolnih sela: Batinova Kosa, Bukovica, Crni Potok, Donja Čemernica, Gređani, Hrvatsko Selo, Katinovac, Mala Vranovina, Malička, Pecka, Perna, Ponikvari, Staro Selo Topusko, Topusko, Velika Vranovina, Vorkapić.

## Povijest
U 4. i 5. stoljeću nadiru Goti i Langobardi, u 6. stoljeću Slaveni i Avari, a u 8. st. Franci. U 10. st. dolaze i Mađari, pa 1097. u bitci na Gvozdu pogiba Petar Svačić, po kome se danas zove Petrova gora. Ugarsko-hrvatski kralj Andrija II. početkom 13. st. daje cistercitima određene povlastice, i oni se nastanjuju u samostanu na mjestu gdje je danas perivoj Opatovina. Godine 1334. povijesni dokumenti spominju prvu crkvu u Topuskom, crkvu sv. Nikole, koja se je nalazila na Nikolinu brdu. Cistercitski samostan i opatija s početka 13. st. s veličanstvenom samostanskom crkvom Blažene Djevice Marije zaštitni su znak topuskog kraja.
Cisterciti su pod turskom prijetnjom otišli iz Topuskog, a kralj Ferdinand I. prava opatije dodjeljuje 1558. zagrebačkim biskupima. Turci su ipak 1556. zauzeli imanje topuske opatije, a cistercitski samostan i crkvu razorili su topovima 1565. godine. Predaja kaže da je po tom događaju Topusko dobilo naziv. Nakon Turaka, 1784. godine Topusko je došlo pod upravu Vojne krajine. Od samostana i opatije preostalo je jedino gotičko pročelje crkve visoko 23 m.
Početkom 19. st. Topusko je potpalo pod francusku vlast, a nakon 1813. ponovo je u Vojnoj krajini. Tad počinje razvoj Topuskog kao kupališta, a jedan od najzaslužnijih ljudi u tom smislu bio je pukovnik Ivan Nestor. U 19. st. rade se mnoga znanstvena ispitivanja termalnih vrela. Njihov ljekovit učinak postaje sve poznatiji, pa sve više uglednih i poznatih ljudi onoga doba posjećuje toplice pa one postaju pomodno sastajalište. 
Ukinućem Vojne krajine (1881. godine), Topusko i okolica postaju dio banske Hrvatske. To je razdoblje intenzivnog razvoja lječilišta i turizma u Topuskom. Na samom početku 20. st. izgrađeni su vodovod i željeznica. 
Podižu se perivoji, među kojima su najpoznatiji perivoj Nikolino brdo i perivoj Opatovina. Mnogi su se botaničari i kroničari Topuskog s neskrivenim oduševljenjem divili ljepoti krajolika i spokoju podneblja, ističući Opatovinu kao perivoj u podnožju Nikolina brda, ulicu lipa, brojne platane, egzotične vrste drveća (ginko biloba, sekvoje i dr).
Tijekom Drugoga svjetskoga rata, u Topuskom je 8. i 9. svibnja 1944. godine održano III. zasjedanje ZAVNOH-a. 
Prema srpskim izvorima, za trajanja velikosrpske pobune, hrvatske su policijske snage uspjele proći preko područja gvoške općine 4. srpnja i ušle u Topusko.
U Domovinskom ratu Topusko je pretrpjelo velika razaranja. Hrvatski branitelji teško su izdržavali. Nakon teškog bombardiranja, u rujnu 1991. godine zauzele su ga srpske snage. Zauzele su ga 14. rujna. Nakon velikosrpske okupacije dijeli sudbinu ostalih okupiranih krajeva. Sve hrvatsko stanovništvo je prognano, katolički objekti uništeni, a okolna sela posve uništena. Mnoge poznate zgrade u mjestu, kao što su zgrada Vojnog lječilišta ili Blatne kupke sa zgradom lječilišne restauracije su razorene.
Postoje mnoge indicije koje ukazuju na to da su evakuirani i okruženi Srbi bili planirana stupica za hrvatske snage. Računali su na osvetničko ponašanje hrvatskih snaga i gubitak stega. Tako je iako su pobunjeni Srbi gubili na svim bojištima u Oluji, velikosrpski ideolozi iz Beograda namjeravali su od Topuskog napraviti novu Srebrenicu, čime bi optužili hrvatsku stranu i svijetu "pokazalii kako su ovdje svi isti i kako nema nevinih". Teze su iznijeli i hrvatski i srbijanski (dugogodišnji pripadnik jugoslavenske kontraobavještajne službe, pa kontraobavještajac Srbije i krajinskih Srba Slobodan Lazarević, časnik vojske pobunjenih Srba u sektoru Sjever, na stalnoj vezi s čelnicima srbijanske državne sigurnosti Jovicom Stanišićem i Frenkijem Simatovićem) analitičari. Pobunjeni Srbi, kod kojih su paniku i dezorijentiranost stvorili sami Martić, pravoslavni svećenici i Milošević, bili su dovedeni u situaciju okruženosti. Tome je pridonijela i činjenica da su svi "bili svjesni da u pobunjeničkom prostoru nije bilo nevinih i da će ih, ako ostanu, sustići osveta". Iz Srbije su pak nagovarani su da ostanu i izdrže do dolaska obećane pomoći, no vrlo je izvjesno da jer je ta pomoć na tom bojištu kasnila, to bilo zbog očekivane propagandne svrhe: okruženi pobunjenici i očekivana osveta hrvatskih snaga.

## Gospodarstvo
Turizam je osnovna gospodarska grana uz razvijeno poljodjelstvo.

## Poznate osobe
- Vladimir Branjski Treščec, veliki župan Zagrebačke županije, intendant Hrvatskog narodnog kazališta
- Joseph Schlessinger, profesor s Yalea, jedan od najpoznatijih svjetskih istraživača raka
- Đuro Brodarac, hrvatski general i župan Sisačko-moslavačke županije, rođen u Hrvatskom Selu

## Spomenici i znamenitosti
- Gotički portal (visok 23 m), zadnji ostatak srednjovjekovne cistercitske opatije;
- Spomen-dom ZAVNOH-a, teško oštećen 1991. godine;
- Župna crkva Sv. Marije od pohoda, sagrađena 1829. godine u klasicističkom stilu. U Domovinskom ratu minirale su je srpske snage, ali je danas u potpunosti obnovljena.
- crkva sv. Nikole, građena od 1830. do 1835., koju su u vrijeme velikosrpske agresije srpski agresori potpuno srušili rujna 1991.; obnavljana od 1997. do 2000.

## Obrazovanje
- Osnovna škola „Vladimir Nazor”[11]
- Srednja škola Topusko[12]

## Šport
- NK Topusko

## Vanjske poveznice
- Službene stranice općine Topusko
- Domovinski rat On Line!  Arhivirana inačica izvorne stranice od 25. siječnja 2009. (Wayback Machine) Ratni dnevnik - Topusko 1991.
- Topusko 1991.[neaktivna poveznica]